# Presidencia del Gobierno de las Islas Canarias (Santa Cruz)
Das Gebäude der Presidencia del Gobierno de las Islas Canarias in Santa Cruz de Tenerife ist einer der beiden Amtssitze des Präsidenten der Regierung (Ministerpräsident) der Kanarischen Inseln. Der Sitz des Präsidenten wechselt nach dem Autonomiestatut der Autonomen Gemeinschaft der Kanarischen Inseln mit jeder Legislaturperiode zwischen Las Palmas de Gran Canaria und Santa Cruz de Tenerife.

## Gebäude
Die Presidencia del Gobierno de las Islas Canarias befindet sich in der Avenida José Manuel Guimerá, Nummer 1. Das Gebäude wurde 1993 von den Architekten Felipe Artengo Rufino, Fernando Martín Menis und José María Rodríguez Pastrana entworfen und im Jahr 2000 fertiggestellt. Besonderer Wert wurde auf die Natursteinverkleidung der Wände gelegt. Ein großer Teil der Außenwände ist mit etwa 20 cm dicken Basaltplatten verkleidet, die aus dem Süden der Insel Teneriffa stammen. Im Inneren wurden zur Verkleidung Steinarten aus verschiedenen Gegenden der Kanarischen Inseln verwendet. Das Holz im Patio stammt aus der 1973 abgerissenen Casa Hamilton.
Das Regierungsgebäude besteht aus drei Stockwerken und einem Kellergeschoss in dem sich eine Tiefgarage befindet. Der Haupteingang im Erdgeschoss wird mit zwei von Juan Bordes geschaffenen Bronzetoren geschlossen. Auf ihnen sind pflanzliche und tierische Motive der Inseln dargestellt. Im Erdgeschoss sind die Pressestelle und die Bibliothek, die mit grünem Stein aus Lanzarote verkleidet ist. Das Material für die Bekleidung des Saales für Pressekonferenzen und den Festsaal kommt aus dem Gebiet um den Vulkan Tindaya auf Fuerteventura. In dem 300 Personen fassenden Festsaal befindet sich ein großes Gemälde des Malers Pedro González. Im ersten Obergeschoss sind ausschließlich Büroräume. Im zweiten Obergeschoss befinden sich in einem Bereich die Arbeitsräume des Präsidenten und des Vizepräsidenten und dazwischen der Raum für die Kabinettssitzungen. In einem anderen Bereich finden repräsentative Veranstaltungen und Empfänge statt. Die Wände sind mit rotem Stein von La Gomera und Bildern des Malers Fernando Álamo geschmückt. Ein Teil des Gebäudes hat ein weiteres Stockwerk in dem sich die Dienstwohnung des Präsidenten befindet.